# Référendum de 2020 sur le statut de Porto Rico
Un référendum non contraignant sur le statut de Porto Rico a lieu le 3 novembre 2020 afin de déterminer si l'archipel veut devenir un État américain ou continuer d'être un État libre associé des États-Unis. Porto Rico est un territoire des États-Unis depuis la guerre hispano-américaine de 1898.
Le référendum se tient le même jour que les élections du gouverneur et de l'Assemblée législative du territoire. L'admission d'un nouvel État dépendant entièrement d'un vote favorable du Congrès, le référendum en lui même n'est que consultatif.
L'accession au statut d'État est approuvée par un peu plus de 52 % des votants, pour une participation de près de 55 %.

## Contenu
La population est amenée à approuver ou rejeter l'accès au statut d'État américain. C'est la première fois que cette question est posée directement sans autre option, les précédents référendums ayant toujours proposés plusieurs autres options dont le statu quo, la libre association ou l'indépendance. Quel que soit le résultat, le référendum demeure non contraignant.

## Contexte

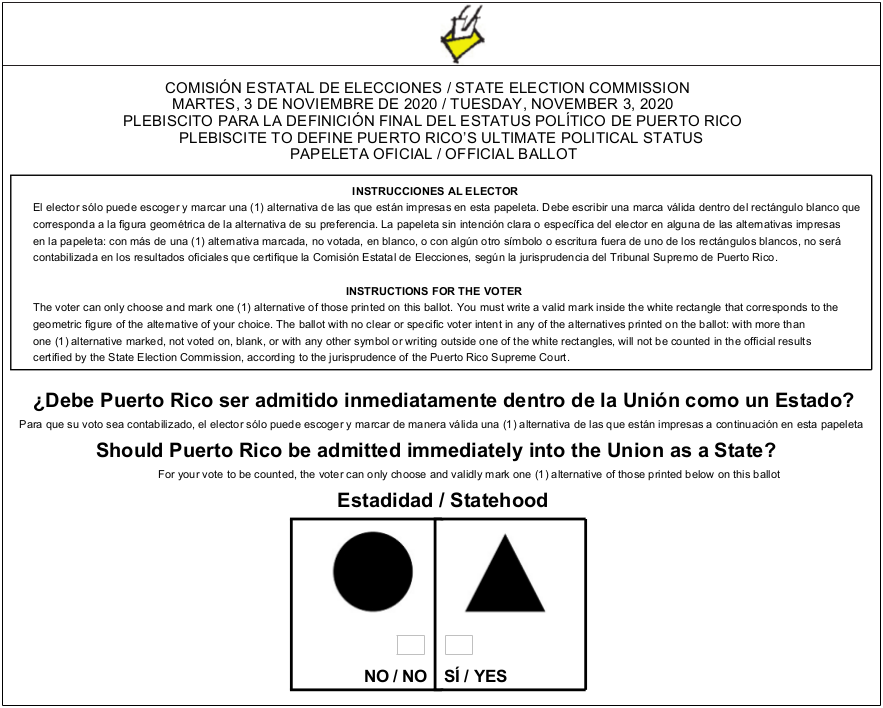
Bulletin de vote utilisé en 2020

Porto Rico fut cédé par l'Espagne aux États-Unis lors du Traité de Paris après la guerre hispano-américaine. Depuis l'île de Porto Rico est un territoire des États-Unis. Du fait de ce statut, ce n'est ni un État des États-Unis, ni un État souverain. Bien que les Portoricains aient la citoyenneté américaine depuis le Jones–Shafroth Act (en) de 1917, comme Porto Rico n'est pas un État, ils ne peuvent pas voter lors de l'élection du président des États-Unis, qui est leur chef du gouvernement et ils n'ont pas de représentants au Congrès des États-Unis, bien que ce dernier exerce le pouvoir législatif sur l'île, qui est plus peuplée que 23 des États formant les États-Unis. De plus, la politique étrangère est du ressort des États-Unis.
Le 3 février 2017, le gouverneur de Porto Rico Ricardo Rosselló signe la loi no 7 pour la « décolonisation immédiate de Porto Rico » qui prévoit un référendum d'autodétermination le 11 juin 2017 (cependant non contraignant). Les électeurs devront choisir entre l'option de devenir un État américain ou bien le statut de libre association/indépendance. En cas de victoire de la deuxième option, un second référendum sera organisé le 8 octobre suivant pour choisir entre la libre association et l'indépendance. L'opposition boycotte le scrutin.
Un nouveau référendum non contraignant a lieu en juin 2017 dans un contexte politique compliqué, Porto Rico étant toujours lourdement endetté et subissant une politique d'austérité. L'opposition, qui souhaite soit l'indépendance, soit le maintien du statut actuel, boycotte le scrutin, reprochant un vote biaisé et ne pouvant que porter en tête l'option visant à faire de Porto Rico un État américain. De plus, ce référendum est purement consultatif, donc le président Donald Trump n'est pas obligé d'en tenir compte, sans compter que le boycott rend les résultats peu représentatifs. Enfin, le coût de ce référendum est par ailleurs critiqué. Le statut d'État américain remporte une écrasante majorité des suffrages avec 97 % des votants ayant choisi cette option. La participation est néanmoins très faible du fait du boycott du scrutin - moins de 23 % des inscrits ayant voté -, et l'étatisation n'aboutit pas.

## Résultats des référendums précédents
| Statu quo             | 60,50 | 48,89 | 0,06  | -     | 1,35  |  |  |  |  |
| Étatisation           | 38,90 | 46,63 | 46,68 | 61,16 | 97,13 |  |  |  |  |
| Indépendance          | 0,60  | 4,48  | 2,55  | 5,49  | 1,52  |  |  |  |  |
| Libre association     | -     | -     | 0,29  | 33,34 | 1,52  |  |  |  |  |
| Aucune de ces options | -     | -     | 50,42 | -     | -     |  |  |  |  |
|                       |       |       |       |       |       |  |  |  |  |
| Participation         | 63,90 | 73,54 | 71,11 | 78,19 | 23,23 |  |  |  |  |

## Résultat
| Choix                     | Votes     | %     |
| ------------------------- | --------- | ----- |
| Pour                      | 655 505   | 52,52 |
| Contre                    | 592 671   | 47,48 |
|                           |           |       |
| Votes valides             | 1 248 176 | 96,82 |
| Votes blancs et invalides | 40 959    | 3,18  |
| Total                     | 1 289 135 | 100   |
| Abstention                | 1 066 759 | 45,28 |
| Inscrits/Participation    | 2 355 894 | 54,72 |

Porto Rico doit-il être immédiatement admis dans l'Union en tant qu’État ?
| Oui 655 505 (52,52 %) |  |  | Non 592 671 (47,48 %) |
| ▲                     |  |  |                       |
| Majorité absolue      |  |  |                       |

## Conséquences

Résultats par municipalité

Le référendum remporte une majorité absolue de suffrages en faveur de l'accession au statut d'État, soutenue par un taux de participation d'un peu plus d'un électeur sur deux.
Le référendum n'est cependant qu'uniquement consultatif, le Congrès des États-Unis détenant seul le pouvoir de faire du territoire un État à part entière, par un vote à la majorité simple de chacune des deux chambres.
En mars 2021, les démocrates présentent un projet de loi au Congrès des États-Unis pour lancer le processus de détermination du statut futur de Porto Rico, y compris celui d'un éventuel État, et de ses relations avec les États-Unis. La loi sur l'autodétermination de Porto Rico de 2021 appelle à la création d'une « convention sur le statut » composée de délégués élus par les électeurs portoricains. Les délégués seraient chargés de proposer des solutions à long terme pour le statut territorial de l'île : statut d'État, indépendance, association libre ou autres options au-delà de son arrangement territorial actuel.
Le 22 juin 2023, le Comité spécial des Vingt-Quatre de l'ONU appelle à nouveau le gouvernement des États-Unis à prendre des mesures qui permettent aux Portoricains d'exercer leur droit à l'autodétermination et à l'indépendance, notamment en regard des problèmes économiques de l'île.